# Batalla de Savage's Station
La Batalla de Savage's Station tuvo lugar el 29 de junio de 1862, en el Condado de Henrico, Virginia, como la cuarta de las Batallas de los Siete Días (Campaña de la Península) de la guerra civil estadounidense. El cuerpo principal del Ejército del Potomac comenzó una retirada general hacia el río James. El general de brigada confederado John B. Magruder persiguió a lo largo del ferrocarril y la carretera de Williamsburg y golpeó al II Cuerpo del Mayor General Edwin Vose Sumner (la retaguardia de la Unión) con tres brigadas cerca de la estación de Savage, mientras que las divisiones del mayor Thomas J. "Stonewall" Jackson se paralizaron al norte del río Chickahominy. Las fuerzas de la Unión continuaron retirándose a través de White Oak Swamp, abandonando los suministros y a más de 2.500 soldados heridos en un hospital de campaña.

## Antecedentes

### Situación militar
Artículos principales: Batallas de Siete Días y Campaña de la Península
Más información: Teatro Oriental de la Guerra Civil Estadounidense y Guerra Civil Estadounidense
Las Batallas de los Siete Días comenzaron con un ataque de la Unión en la batalla menor de Oak Grove el 25 de junio de 1862, pero el General de División de la Unión George B. McClellan y su Ejército del Potomac perdieron rápidamente la iniciativa cuando el General Confederado Robert E. Lee y su Ejército del Norte de Virginia comenzaron una serie de ataques en Beaver Dam Creek el 26 de junio, en Gaines's Mill el 27 de junio, y en las acciones menores en la Granja de Garnett y de Golding el 27 y 28 de junio. El Ejército del Potomac continuó su retirada hacia el río James.
El grueso del ejército de McClellan se concentró alrededor de la estación de Savage en el ferrocarril de Richmond y York River, preparándose para un difícil cruce a través de White Oak Swamp y sus alrededores. Lo hizo sin una dirección centralizada porque McClellan se había movido personalmente al sur de Malvern Hill después de Gaines' Mill sin dejar instrucciones para los movimientos del cuerpo durante la retirada ni nombrar a un segundo al mando. Nubes de humo negro llenaban el aire cuando se ordenó a las tropas de la Unión que quemaran todo lo que no pudieran cargar. La moral de la Unión se desplomó, particularmente en el caso de los heridos, que se dieron cuenta de que no estaban siendo evacuados de la Estación de Savage junto con el resto del ejército.
Lee ideó un complejo plan para perseguir y destruir el ejército de McClellan. Mientras que las divisiones los mayores generales James Longstreet y A.P. Hill regresaron hacia Richmond y luego hacia el sureste hasta el cruce en Glendale, y la división del Mayor General Theophilus H. Holmes se dirigió más al sur, a las cercanías de Malvern Hill, y se ordenó a la división del General de Brigada John B. Magruder que se moviera hacia el este a lo largo de Williamsburg Road y el ferrocarril del río York para atacar a la retaguardia federal. Stonewall Jackson, al mando de su propia división, así como de las divisiones del General de División D.H. Hill y del General de Brigada William H. C. Whiting, debía reconstruir un puente sobre el Chickahominy y dirigirse hacia el sur a la Estación de Savage, donde se uniría con Magruder y daría un fuerte golpe que podría hacer que el Ejército de la Unión se diera la vuelta y luchara durante su retirada.
La retaguardia de McClellan en la Estación de Savage consistía en el II Cuerpo, comandado por el General de Brigada Edwin V. Sumner (dos divisiones), el III Cuerpo, bajo el General de Brigada Samuel P. Heintzelman (dos divisiones), y el VI Cuerpo, bajo el General de Brigada William B. Franklin (una división). McClellan consideraba incompetente a su comandante de alto rango, Sumner, por lo que no nombró a nadie para comandar la retaguardia.

## Batalla
El contacto inicial entre los ejércitos ocurrió a las 9 de la mañana del 29 de junio. En la granja y huertos propiedad de un tal Sr. Allen, a unas 2 millas (3,2 km) al oeste de la Estación de Savage, dos regimientos de Georgia de la brigada del General de Brigada George T. Anderson lucharon contra dos regimientos de Pensilvania del cuerpo de Sumner durante unas dos horas antes de retirarse, sufriendo 28 bajas en el  regimiento 119. La víctima de mayor rango fue el general de brigada confederado Richard Griffith, herido de muerte por un fragmento de proyectil de la Unión. Magruder, que supuestamente estaba bajo la influencia de la morfina para combatir un ataque de indigestión, estaba confundido y se preocupó de que pudiera ser atacado por una fuerza superior. Pidió refuerzos a Lee, quien ordenó que dos brigadas de la división del General de División Benjamin Huger ayudaran, con la condición de que tuvieran que ser devueltas si no estaban ocupadas antes de las 2 p.m.
Mientras tanto, Jackson no avanzaba como Lee había planeado. Estaba tomando tiempo para reconstruir los puentes sobre el Chickahominy y recibió una orden ilegible del jefe de personal de Lee que le hizo creer que debía permanecer al norte del río y vigilar los cruces. Sin embargo, estos fracasos del plan de la Confederación estaban siendo superados por la Unión. Heintzelman decidió por su cuenta que su cuerpo no era necesario para defender la Estación de Savage, siendo suficiente la de Sumner y la de Franklin, así que decidió seguir al resto del ejército sin informar a sus compañeros generales.
Magruder se vio obligado a renunciar a las dos brigadas de la división de Huger a las 2 p.m. y se enfrentó al problema de atacar a los 26.600 hombres de Sumner con sus propios 14.000 hombres. Dudó hasta las 5 de la tarde, cuando envió sólo dos brigadas y media hacia adelante. El general de brigada Joseph B. Kershaw comandó el flanco izquierdo, el general de brigada Paul J. Semmes el centro, y el coronel William Barksdale (Brigada de Griffith) el derecho. Franklin y el General de Brigada John Sedgwick estaban en un reconocimiento al oeste de la Estación de Savage cuando vieron que se acercaba la brigada de Kershaw. Su suposición inmediata era que se trataba de hombres del cuerpo de Heintzelman, pero pronto se dieron cuenta de su error. Este fue el primer indicio de la salida no anunciada de Heintzelman y Sumner, por su parte, estaba particularmente indignado, al negarse a hablar con Heintzelman al día siguiente. La artillería de la Unión abrió fuego y se enviaron piquetes para hacer frente al asalto.
El ataque de Magruder fue acompañado por la primera batería de ferrocarril blindada que se usó en combate. A principios de junio, el general Lee esperaba contrarrestar la aproximación de la artillería de asedio de McClellan por ferrocarril usando su propia arma: un cañón naval Brooke de 32 libras, protegido por una casamata inclinada de hierro de ferrocarril, apodado el "Land Merrimack" y que se movía a la velocidad de la infantería. Sin embargo, incluso con esta impresionante arma, que superaba en armamento a todo lo que poseían los artilleros federales, los resultados de la decisión de Magruder de enviar sólo una parte de su fuerza más pequeña contra un enemigo mucho mayor eran predecibles.
La primera unidad de la Unión en atacar fue una de las brigadas de Sedgwick, los filadelfianos liderados por el general de brigada William W. Burns, pero su línea defensiva resultó ser inadecuada para cubrir el frente de las dos brigadas de Kershaw y Semmes. Sumner dirigió esta parte de la batalla de forma errática, seleccionando regimientos para el combate casi al azar. Envió dos de los regimientos de Burns, y luego la 1.ª Infantería de Minnesota de otra brigada en la división de Sedgwick, y finalmente un regimiento cada uno de dos brigadas diferentes en la división del General de Brigada Israel B. Richardson. Para cuando todas estas unidades llegaron al frente, los dos bandos estaban en una paridad aproximada: dos brigadas cada uno. Aunque Magruder había sido conservador sobre su ataque, Sumner lo era aún más. De los 26 regimientos que tenía en su cuerpo, sólo 10 estaban comprometidos en la estación de Savage.
La lucha se convirtió en un sangriento estancamiento cuando cayó la oscuridad y empezaron a caer fuertes tormentas eléctricas. El Land Merrimack bombardeó el frente de la Unión, con algunos de sus proyectiles que llegaban hasta la retaguardia del hospital de campaña. Las acciones finales de la noche fueron realizadas por la Brigada de Vermont, comandada por el Coronel William T. H. Brooks, de la división del General de Brigada William F. "Baldy" Smith. Intentando mantener el flanco al sur de la carretera de Williamsburg, los hombres de Vermont cargaron contra el bosque y fueron recibidos con fuego asesino, sufriendo más bajas de cualquier brigada en el campo ese día. La brigada en su conjunto sufrió 439 bajas; el 5.º regimiento de Vermont, comandado por el teniente coronel Lewis A. Grant, perdió casi la mitad de sus hombres, 209 de un total de 428.

## Repercusiones
La batalla fue inconcluyente a costa de unas 1.500 bajas en ambos bandos, más 2.500 soldados de la Unión heridos que quedaron para ser capturados cuando su hospital de campaña fue evacuado. Stonewall Jackson finalmente cruzó el río alrededor de las 2:30 a. m. el 30 de junio, pero era demasiado tarde para aplastar al ejército de la Unión, como Lee había esperado. La mayoría del ejército del Potomac cruzó White Oak Swamp Creek sin ser molestado antes del mediodía del 30 de junio. El General Lee reprendió a Magruder en un despacho: "Lamento mucho que hoy haya progresado tan poco en la persecución del enemigo. Para cosechar los frutos de nuestra victoria, esa búsqueda debe ser muy vigorosa..... No debemos perder más tiempo o se nos escapará por completo". Sin embargo, la culpa por la oportunidad perdida debe ser compartida equitativamente con el poco competente trabajo del personal que trabaja en la propia sede de Lee y con una actuación menos que agresiva de Jackson. Los Siete Días continuaron con la mucho más grande Batalla de Glendale y la Batalla de White Oak Swamp el 30 de junio.